# ماکسین پیک
ماکسین پیک (انگلیسی: Maxine Peake؛ زادهٔ ۱۴ ژوئیهٔ ۱۹۷۴) بازیگر اهل بریتانیا است. وی از سال ۱۹۹۶ میلادی تاکنون مشغول فعالیت بوده‌است.
از فیلم‌ها یا برنامه‌های تلویزیونی که وی در آن نقش داشته‌است، می‌توان به ویکتوریا وود با تمام مخلفات، آینه سیاه، همه یا هیچ، نظریه همه‌چیز، سقوط کردن، پیترلو، راه و رسم زندگی ما، معشوقه شیطان و کله آهنی اشاره کرد.